# Cantón de Saint-Amand-Longpré
El cantón de Saint-Amand-Longpré era una división administrativa francesa, que estaba situada en el departamento de Loir y Cher y la región de Centro-Valle de Loira.

## Composición
El cantón estaba formado por trece comunas:
- Ambloy
- Authon
- Crucheray
- Gombergean
- Huisseau-en-Beauce
- Lancé
- Nourray
- Prunay-Cassereau
- Saint-Amand-Longpré
- Saint-Gourgon
- Sasnières
- Villechauve
- Villeporcher

## Supresión del cantón de Saint-Amand-Longpré
En aplicación del Decreto nº 2014-213 de 21 de febrero de 2014, el cantón de Saint-Amand-Longpré fue suprimido el 22 de marzo de 2015 y sus 13 comunas pasaron a formar parte del nuevo cantón de Montoire-sur-le-Loir.